# Tensai Yanagisawa kyōju no seikatsu
Tensai Yanagisawa kyōju no seikatsu (天才柳沢教授の生活, litt. « La vie du génie professeur Yanagisawa ») est une série de manga de Kazumi Yamashita. Elle est prépubliée dans le magazine seinen Morning de Kōdansha depuis 1988, et le dernier chapitre est sorti en 2013. La série est publiée en un total de 34 volumes tankōbon.
En 2003, le manga remporte le 27ème Prix du manga Kōdansha dans la catégorie générale.

## Médias

### Mangas
Écrit et illustré par Kazumi Yamashita, Tensai Yanagisawa kyōju no seikatsu débute dans le magazine seinen de Kōdansha Morning en 1988. Son chapitre le plus récent a été publié le 4 avril 2013. Kodansha rassemble ses chapitres au format tankōbon avec un premier volume sorti le 22 septembre 1989 et le 34e volume le 21 juin 2013.

### Drame
Une adaptation en série drama télévisée de neuf épisodes est diffusée sur Fuji TV du 16 octobre au 11 décembre 2002.

## Réception
En 2003, le manga remporte le 27e Prix du manga Kōdansha dans la catégorie générale.